# Герб Слободского района
Герб муниципального образования «Слободской район» — опознавательно-правовой знак, составленный и употребляемый в соответствии с правилами геральдики, служащий символом муниципального района «Слободской район» Кировской области Российской Федерации.

## Описание герба
Описание герба:
В серебряном поле червлёная шкура, обременённая золотыми весами, в правой чаше которых — три золотых головки хлебных колосьев, положенных в правую перевязь и расположенных веерообразно, в левой — три золотых видимых с торца бревна, одно и два.

## Обоснование символики
Обоснование символики:
Герб языком символов и аллегорий передает природные, исторические и экономические особенности района.
Слободская земля, как никакая другая в Кировской области, издревле славится своими древними и богатыми купеческими традициями. Слободские купцы торговали зерном, льном, лесом, глубокие корни имеют меховое и скорняжное производства. Долгое время Слободской уезд по количеству купцов первой гильдии превосходил губернскую Вятку. А слободской купец Ксенофонт Анфилатов первым из российских негоциантов начал торговлю с Америкой, им же был основан первый в России Общественный банк. Слободское купечество славилось не только успешным предпринимательством, но и благотворительной деятельностью, меценатством.
Богатые традиции предпринимательства символически выражены в гербе золотыми весами, употреблявшимися купцами при торговле. Отрасли промышленности, имеющие вековые корни и составляющие экономику Слободского района сегодня, переданы в гербе следующими символами: червлёная шкура олицетворяет предприятия меховой и кожевенной отрасли, брёвна — лесопромышленный комплекс, колосья символизируют развитое сельское хозяйство.
Серебряный цвет поля дает перекличку с гербом города Слободского, что обеспечивает стилистическое единство городской и районной символики и показывает неразрывную историческую связь двух муниципальных образований.

Кроме того, серебро (графически отображается белым цветом) означает чистоту, милосердие, благородство, согласие, золото (графически отображается желтым цветом) символизирует богатство, как духовное, так и материальное, верность, справедливость, мудрость; червлёный (красный) цвет — символ отваги, мужества и щедрости.

## История создания
- 24 апреля 2009 — герб района утверждён решением Слободской районной Думы[1].
- Герб Слободского района включён в Государственный геральдический регистр Российской Федерации под № 5040[2].

## Использование на флаге

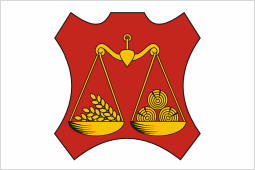
Флаг Слободского района

Флаг Слободского района 24 апреля 2009 года и внесён в Государственный геральдический регистр Российской Федерации с присвоением регистрационного номера 5041.
Геральдическое  описание: «В серебряном поле червлёная шкура, обременённая золотыми весами, в правой чаше которых — три золотых головки хлебных колосьев, положенных в правую перевязь и расположенных веерообразно, в левой — три золотых видимых с торца бревна, одно и два».